# Moosgraben (Kalterbach)
Der Moosgraben ist ein Bach bei Karlsfeld im Landkreis Dachau in Bayern, der an der Gemeindegrenze zum Stadtteil Feldmoching von München von links in den Amper-Zufluss Kalterbach mündet.

## Beschreibung
Er wurde in den 1940er Jahren als Hochwasserentlastung des Karlsfelder Sees gegraben und gehört nicht zum historischen Nordmünchner Kanalsystem.
Der Moosgraben entfließt an dessen Nordostecke dem Karlsfelder See und läuft dann ostnordostwärts bald durch eine Siedlung von Karlsfeld um den Moosweg im Krenmoos. Er fließt danach durch das Naturschutzgebiet Schwarzhölzl entlang der Waldgrenze zum Stadtteil Feldmoching von München, das eine Restfläche des östlichen Dachauer Mooses ist. An dessen Ostrand mündet er nach etwa 2,4 km Lauf von links in den Kalterbach.
Neben dem Bach wurde eine Ausgleichsfläche als Rückzugsgebiet für bedrohte Tier- und Pflanzenarten angelegt. Dort findet sich unter anderem die vom Aussterben bedrohte Libellenart Helm-Azurjungfer (Coenagrion mercuriale).